# ماتياس بيندر
ماتياس بيندر (بالألمانية: Mathias Binder)‏ هو مجدف سويسري، ولد في 24 يوليو 1972 في زيورخ في سويسرا.

## وصلات خارجية
- ماثياس بيندر على موقع الاتحاد الدولي للتجديف (الإنجليزية)
- ماثياس بيندر على موقع اللجنة الأولمبية الدولية (الإنجليزية)
- ماثياس بيندر على موقع أوليمبيديا (الإنجليزية)